# 巽樹理
巽 樹理（たつみ じゅり、1979年9月5日 - ）は、大阪府大阪市福島区出身の元アーティスティックスイミング選手。大阪体育大学大学院スポーツ科学研究科（スポーツマネジメント分野）修了。現在は母校追手門学院大学教員を務める。
7歳からラサスイミングスクール（現：パシオスポーツクラブ）でシンクロナイズドスイミング（当時）を始め15歳でジュニアナショナル、17歳でナショナルＢチーム、19歳でナショナルＡチームに選抜。
2000年シドニーオリンピック、2004年アテネオリンピックのチームで銀メダルを獲得、アテネ五輪を最後に現役を引退した（2001～2003年チームキャプテン）。
引退後は母校である追手門学院大学で事務職員となったが、その後教員へ転じた。
活動：一般社団法人アスリートネットワーク副理事長、2021ワールドマスターズゲームズスペシャルアドバイザー、マスターズシンクロの指導を務める。
学外委員：大阪都市魅力創造戦略スポーツ専門部会委員